# Murkovics János

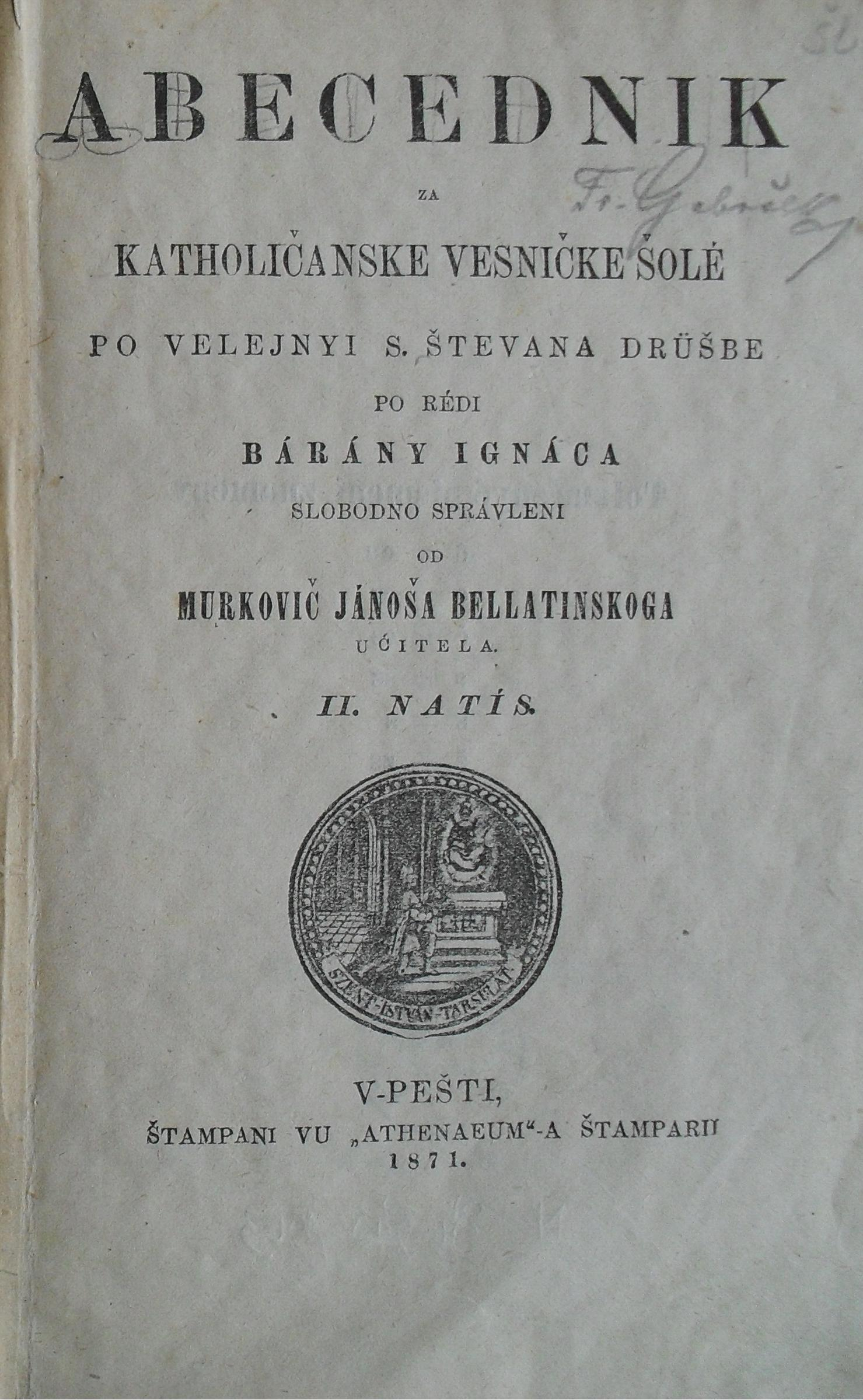
Murkovics János ábécés-könyve.

Murkovics János (szlovénül Janoš Murkovič) (Wutschkofzen, 1839. december 23. – Lendvahegy, 1917. április 15.) szlovén származású iskolamester, író. Ő alkotta az első Gaj-betűvel írt vend nyelvű könyvet.
Luttenberg (ma Ljutomer, Szlovénia) mellett született, Stájerországban, a mai Bučkovci nevű településen, amely nincs messze a Muraköztől. Édesapja helyi kisbirtokos Martin Murkovič (akkori írásmód szerint Murkowitsch), édesanyja Elizabeta Šegula (akkori írásmóddal Schegula) volt.
Felsőbbfokú tanulmányait Németországban végezte. 1862-ben került a vendvidéki Belatincra, ahol tizenhat évig dolgozott. 1871-ben írta meg egyetlen, de jelentősnek számító művét az Abecednik-ot. Ez volt az első könyv vendül, amely nem magyar ábécéval született. Murkovics szlovén területről származott, így nyilván ismerte a Gaj-típusú ábécét. Meglátása szerint mivel a vendek (magyarországi szlovének) is délszlávok, ennek megfelelően a szláv ábécére kell rátérniük, mert addig csak magyar orotográfia szerint írták a könyveket a Vendvidéken. Azonkívül valószínűleg Murkovics számára mindig is nehéz volt a magyar ábécé használata, noha magyarul idővel jól megtanult.
Az Abecednik Bárány Ignác tankönyvének fordítása. Báránytól egyébként egy másik szlovén író is fordított, valamint a nemzetiségek közül is nem egy használta a műveit. A könyvet az Atheneum adta ki Budapesten, s a következő húsz évben még két Gaj-betűvel írt könyv keletkezett Augustich Imre és Bagáry József révén. Sajnos a magyarosítók idővel észrevették, hogy a Gaj-betű egyet jelentene azzal, hogy a vendek közelebb kerülnének a délszlávokhoz, így erősebb lenne a beolvasztással szembeni ellenállás, ezért bevonták ezeket a könyveket. Csak Klekl Józsefnek és Szakovics Józsefnek sikerült a 20. században rendszeresíteniük az új ábécét a vend nyelvben.
Murkovics 1878-ban távozott Belatincról. Először szülőhazájában dolgozott Trifailban (ma Trbovlje), majd 1880-tól Alsólendván kapott állást. 1910-ben nyugdíjba ment és Lendvahegyen élt haláláig, ott is van eltemetve a Szentháromság kápolna mellett. A kápolnában van Hadik Mihálynak, a híres hadvezér Hadik András felmenőjének holtteste is.
Murkovics a tanítás mellett zenélt is, egyebek között hegedűn. Ismert volt róla, hogy ünnepi mulatságokon, vagy esküvőkön játszott.

## Műve
- Abecednik za katholičanske vesnič e šolé po velejnyi

## Külső hivatkozások
- ZGODOVINA ŠOLE V BELTINCIH
- Pokrajinski muzej Murska Sobota, Katalog stalne razstave, Murska Sobota 1997. ISBN 961-90438-1-2